# Seznam divizij Sovjetske zveze
Seznam divizij ZSSR.

## Seznam

### Strelske
- 1. strelska divizija (ZSSR)
- 2. strelska divizija (ZSSR)
- 3. strelska divizija (ZSSR)
- 4. strelska divizija (ZSSR)
- 5. strelska divizija (ZSSR)
- 6. strelska divizija (ZSSR)
- 7. strelska divizija (ZSSR)
- 8. strelska divizija (ZSSR)
- 9. strelska divizija (ZSSR)
- 10. strelska divizija (ZSSR)
- 11. strelska divizija (ZSSR)
- 12. strelska divizija (ZSSR)
- 13. strelska divizija (ZSSR)
- 14. strelska divizija (ZSSR)
- 15. strelska divizija (ZSSR)
- 16. strelska divizija (ZSSR)
- 17. strelska divizija (ZSSR)
- 18. strelska divizija (ZSSR)
- 19. strelska divizija (ZSSR)
- 20. strelska divizija (ZSSR)
- 21. strelska divizija (ZSSR)
- 22. strelska divizija (ZSSR)
- 23. strelska divizija (ZSSR)
- 24. strelska divizija (ZSSR)
- 25. strelska divizija (ZSSR)
- 26. strelska divizija (ZSSR)
- 27. strelska divizija (ZSSR)
- 28. strelska divizija (ZSSR)
- 29. strelska divizija (ZSSR)
- 30. strelska divizija (ZSSR)
- 31. strelska divizija (ZSSR)
- 32. strelska divizija (ZSSR)
- 33. strelska divizija (ZSSR)
- 34. strelska divizija (ZSSR)
- 35. strelska divizija (ZSSR)
- 36. strelska divizija (ZSSR)
- 37. strelska divizija (ZSSR)
- 38. strelska divizija (ZSSR)
- 39. strelska divizija (ZSSR)
- 40. strelska divizija (ZSSR)
- 41. strelska divizija (ZSSR)
- 42. strelska divizija (ZSSR)
- 43. strelska divizija (ZSSR)
- 44. strelska divizija (ZSSR)
- 45. strelska divizija (ZSSR)
- 46. strelska divizija (ZSSR)
- 47. strelska divizija (ZSSR)
- 48. strelska divizija (ZSSR)
- 49. strelska divizija (ZSSR)
- 50. strelska divizija (ZSSR)
- 51. strelska divizija (ZSSR)
- 52. strelska divizija (ZSSR)
- 53. strelska divizija (ZSSR)
- 54. strelska divizija (ZSSR)
- 55. strelska divizija (ZSSR)
- 56. strelska divizija (ZSSR)
- 57. strelska divizija (ZSSR)
- 58. strelska divizija (ZSSR)
- 59. strelska divizija (ZSSR)
- 60. strelska divizija (ZSSR)
- 61. strelska divizija (ZSSR)
- 62. strelska divizija (ZSSR)
- 63. strelska divizija (ZSSR)
- 64. strelska divizija (ZSSR)
- 65. strelska divizija (ZSSR)
- 66. strelska divizija (ZSSR)
- 67. strelska divizija (ZSSR)
- 68. strelska divizija (ZSSR)
- 69. strelska divizija (ZSSR)
- 70. strelska divizija (ZSSR)
- 71. strelska divizija (ZSSR)
- 72. strelska divizija (ZSSR)
- 73. strelska divizija (ZSSR)
- 74. strelska divizija (ZSSR)
- 75. strelska divizija (ZSSR)
- 76. strelska divizija (ZSSR)
- 77. strelska divizija (ZSSR)
- 78. strelska divizija (ZSSR)
- 79. strelska divizija (ZSSR)
- 80. strelska divizija (ZSSR)
- 81. strelska divizija (ZSSR)
- 82. strelska divizija (ZSSR)
- 83. strelska divizija (ZSSR)
- 84. strelska divizija (ZSSR)
- 85. strelska divizija (ZSSR)
- 86. strelska divizija (ZSSR)
- 87. strelska divizija (ZSSR)
- 88. strelska divizija (ZSSR)
- 89. strelska divizija (ZSSR)
- 90. strelska divizija (ZSSR)
- 91. strelska divizija (ZSSR)
- 91. strelska divizija (ZSSR)
- 92. strelska divizija (ZSSR)
- 93. strelska divizija (ZSSR)
- 94. strelska divizija (ZSSR)
- 95. strelska divizija (ZSSR)
- 96. strelska divizija (ZSSR)
- 97. strelska divizija (ZSSR)
- 98. strelska divizija (ZSSR)
- 99. strelska divizija (ZSSR)
- 100. strelska divizija (ZSSR)
- 101. strelska divizija (ZSSR)
- 102. strelska divizija (ZSSR)
- 103. strelska divizija (ZSSR)
- 104. strelska divizija (ZSSR)
- 105. strelska divizija (ZSSR)
- 106. strelska divizija (ZSSR)
- 107. strelska divizija (ZSSR)
- 108. strelska divizija (ZSSR)
- 109. strelska divizija (ZSSR)
- 110. strelska divizija (ZSSR)
- 111. strelska divizija (ZSSR)
- 112. strelska divizija (ZSSR)
- 113. strelska divizija (ZSSR)
- 114. strelska divizija (ZSSR)
- 115. strelska divizija (ZSSR)
- 116. strelska divizija (ZSSR)
- 117. strelska divizija (ZSSR)
- 118. strelska divizija (ZSSR)
- 119. strelska divizija (ZSSR)
- 120. strelska divizija (ZSSR)
- 121. strelska divizija (ZSSR)
- 122. strelska divizija (ZSSR)
- 123. strelska divizija (ZSSR)
- 124. strelska divizija (ZSSR)
- 125. strelska divizija (ZSSR)
- 127. strelska divizija (ZSSR)
- 129. strelska divizija (ZSSR)
- 130. strelska divizija (ZSSR)
- 132. strelska divizija (ZSSR)
- 133. strelska divizija (ZSSR)
- 136. strelska divizija (ZSSR)
- 138. strelska divizija (ZSSR)
- 139. strelska divizija (ZSSR)
- 140. strelska divizija (ZSSR)
- 141. strelska divizija (ZSSR)
- 142. strelska divizija (ZSSR)
- 143. strelska divizija (ZSSR)
- 144. strelska divizija (ZSSR)
- 146. strelska divizija (ZSSR)
- 150. strelska divizija (ZSSR)
- 153. strelska divizija (ZSSR)
- 155. strelska divizija (ZSSR)
- 157. strelska divizija (ZSSR)
- 160. strelska divizija (ZSSR)
- 161. strelska divizija (ZSSR)
- 163. strelska divizija (ZSSR)
- 167. strelska divizija (ZSSR)
- 168. strelska divizija (ZSSR)
- 171. strelska divizija (ZSSR)
- 172. strelska divizija (ZSSR)
- 173. strelska divizija (ZSSR)
- 175. strelska divizija (ZSSR)
- 177. strelska divizija (ZSSR)
- 180. strelska divizija (ZSSR)
- 182. strelska divizija (ZSSR)
- 183. strelska divizija (ZSSR)
- 184. strelska divizija (ZSSR)
- 185. strelska divizija (ZSSR)
- 186. strelska divizija (ZSSR)
- 188. strelska divizija (ZSSR)
- 189. strelska divizija (ZSSR)
- 191. strelska divizija (ZSSR)
- 192. strelska divizija (ZSSR)
- 193. strelska divizija (ZSSR)
- 195. strelska divizija (ZSSR)
- 196. strelska divizija (ZSSR)
- 197. strelska divizija (ZSSR)
- 199. strelska divizija (ZSSR)
- 200. strelska divizija (ZSSR)
- 202. strelska divizija (ZSSR)
- 203. strelska divizija (ZSSR)
- 205. strelska divizija (ZSSR)
- 206. strelska divizija (ZSSR)
- 207. strelska divizija (ZSSR)
- 209. strelska divizija (ZSSR)
- 213. strelska divizija (ZSSR)
- 214. strelska divizija (ZSSR)
- 217. strelska divizija (ZSSR)
- 222. strelska divizija (ZSSR)
- 223. strelska divizija (ZSSR)
- 224. strelska divizija (ZSSR)
- 227. strelska divizija (ZSSR)
- 228. strelska divizija (ZSSR)
- 229. strelska divizija (ZSSR)
- 231. strelska divizija (ZSSR)
- 232. strelska divizija (ZSSR)
- 233. strelska divizija (ZSSR)
- 235. strelska divizija (ZSSR)
- 236. strelska divizija (ZSSR)
- 237. strelska divizija (ZSSR)
- 238. strelska divizija (ZSSR)
- 240. strelska divizija (ZSSR)
- 243. strelska divizija (ZSSR)
- 248. strelska divizija (ZSSR)
- 252. strelska divizija (ZSSR)
- 254. strelska divizija (ZSSR)
- 259. strelska divizija (ZSSR)
- 260. strelska divizija (ZSSR)
- 261. strelska divizija (ZSSR)
- 265. strelska divizija (ZSSR)
- 266. strelska divizija (ZSSR)
- 272. strelska divizija (ZSSR)
- 281. strelska divizija (ZSSR)
- 283. strelska divizija (ZSSR)
- 287. strelska divizija (ZSSR)
- 289. strelska divizija (ZSSR)
- 294. strelska divizija (ZSSR)
- 295. strelska divizija (ZSSR)
- 297. strelska divizija (ZSSR)
- 299. strelska divizija (ZSSR)
- 301. strelska divizija (ZSSR)
- 302. strelska divizija (ZSSR)
- 303. strelska divizija (ZSSR)
- 307. strelska divizija (ZSSR)
- 313. strelska divizija (ZSSR)
- 314. strelska divizija (ZSSR)
- 316. strelska divizija (ZSSR)
- 317. strelska divizija (ZSSR)
- 320. strelska divizija (ZSSR)
- 321. strelska divizija (ZSSR)
- 326. strelska divizija (ZSSR)
- 327. strelska divizija (ZSSR)
- 328. strelska divizija (ZSSR)
- 332. strelska divizija (ZSSR)
- 333. strelska divizija (ZSSR)
- 335. strelska divizija (ZSSR)
- 337. strelska divizija (ZSSR)
- 340. strelska divizija (ZSSR)
- 349. strelska divizija (ZSSR)
- 354. strelska divizija (ZSSR)
- 359. strelska divizija (ZSSR)
- 361. strelska divizija (ZSSR)
- 364. strelska divizija (ZSSR)
- 366. strelska divizija (ZSSR)
- 367. strelska divizija (ZSSR)
- 368. strelska divizija (ZSSR)
- 372. strelska divizija (ZSSR)
- 373. strelska divizija (ZSSR)
- 374. strelska divizija (ZSSR)
- 375. strelska divizija (ZSSR)
- 379. strelska divizija (ZSSR)
- 380. strelska divizija (ZSSR)
- 383. strelska divizija (ZSSR)
- 385. strelska divizija (ZSSR)
- 387. strelska divizija (ZSSR)
- 389. strelska divizija (ZSSR)
- 391. strelska divizija (ZSSR)
- 393. strelska divizija (ZSSR)
- 394. strelska divizija (ZSSR)
- 395. strelska divizija (ZSSR)
- 396. strelska divizija (ZSSR)
- 398. strelska divizija (ZSSR)
- 400. strelska divizija (ZSSR)
- 401. strelska divizija (ZSSR)
- 403. strelska divizija (ZSSR)
- 405. strelska divizija (ZSSR)
- 407. strelska divizija (ZSSR)
- 408. strelska divizija (ZSSR)
- 409. strelska divizija (ZSSR)
- 411. strelska divizija (ZSSR)
- 413. strelska divizija (ZSSR)
- 414. strelska divizija (ZSSR)
- 415. strelska divizija (ZSSR)
- 416. strelska divizija (ZSSR)
- 421. strelska divizija (ZSSR)
- 422. strelska divizija (ZSSR)
- 424. strelska divizija (ZSSR)
- 426. strelska divizija (ZSSR)
- 428. strelska divizija (ZSSR)
- 429. strelska divizija (ZSSR)
- 430. strelska divizija (ZSSR)
- 431. strelska divizija (ZSSR)
- 432. strelska divizija (ZSSR)
- 433. strelska divizija (ZSSR)
- 434. strelska divizija (ZSSR)
- 435. strelska divizija (ZSSR)
- 436. strelska divizija (ZSSR)
- 443. strelska divizija (ZSSR)
- 456. strelska divizija (ZSSR)
- 458. strelska divizija (ZSSR)
- 459. strelska divizija (ZSSR)
- 460. strelska divizija (ZSSR)
- 464. strelska divizija (ZSSR)
- 470. strelska divizija (ZSSR)
- 473. strelska divizija (ZSSR)
- 474. strelska divizija (ZSSR)
- 576. strelska divizija (ZSSR)

### Motorizirane
- 1. motorizirana strelska divizija (ZSSR)
- 7. motorizirana strelska divizija (ZSSR)
- 15. motorizirana strelska divizija (ZSSR)
- 21. motorizirana strelska divizija (ZSSR)
- 29. motorizirana strelska divizija (ZSSR)
- 35. motorizirana strelska divizija (ZSSR)
- 36. motorizirana strelska divizija (ZSSR)
- 57. motorizirana strelska divizija (ZSSR)
- 69. motorizirana strelska divizija (ZSSR)
- 81. motorizirana strelska divizija (ZSSR)
- 82. motorizirana strelska divizija (ZSSR)
- 84. motorizirana strelska divizija (ZSSR)
- 115. motorizirana strelska divizija (ZSSR)
- 207. motorizirana strelska divizija (ZSSR)
- 220. motorizirana strelska divizija (ZSSR)

### Gardnemotorizirane divizije
- 27. gardna motorizirana strelska divizija (ZSSR)
- 39. gardna motorizirana strelska divizija (ZSSR)
- 57. gardna motorizirana strelska divizija (ZSSR)
- 94. gardna motorizirana strelska divizija (ZSSR)

### Gardne  strelske
- 1. gardna strelska divizija (ZSSR)
- 2. gardna strelska divizija (ZSSR)
- 3. gardna strelska divizija (ZSSR)
- 4. gardna strelska divizija (ZSSR)
- 5. gardna strelska divizija (ZSSR)
- 6. gardna strelska divizija (ZSSR)
- 7. gardna strelska divizija (ZSSR)
- 8. gardna strelska divizija (ZSSR)
- 9. gardna strelska divizija (ZSSR)
- 10. gardna strelska divizija (ZSSR)
- 11. gardna strelska divizija (ZSSR)
- 12. gardna strelska divizija (ZSSR)
- 13. gardna strelska divizija (ZSSR)
- 14. gardna strelska divizija (ZSSR)
- 15. gardna strelska divizija (ZSSR)
- 16. gardna strelska divizija (ZSSR)
- 17. gardna strelska divizija (ZSSR)
- 18. gardna strelska divizija (ZSSR)
- 19. gardna strelska divizija (ZSSR)
- 20. gardna strelska divizija (ZSSR)
- 21. gardna strelska divizija (ZSSR)
- 22. gardna strelska divizija (ZSSR)
- 23. gardna strelska divizija (ZSSR)
- 24. gardna strelska divizija (ZSSR)
- 25. gardna strelska divizija (ZSSR)
- 26. gardna strelska divizija (ZSSR)
- 27. gardna strelska divizija (ZSSR)
- 28. gardna strelska divizija (ZSSR)
- 29. gardna strelska divizija (ZSSR)
- 30. gardna strelska divizija (ZSSR)
- 31. gardna strelska divizija (ZSSR)
- 32. gardna strelska divizija (ZSSR)
- 33. gardna strelska divizija (ZSSR)
- 34. gardna strelska divizija (ZSSR)
- 35. gardna strelska divizija (ZSSR)
- 36. gardna strelska divizija (ZSSR)
- 37. gardna strelska divizija (ZSSR)
- 38. gardna strelska divizija (ZSSR)
- 39. gardna strelska divizija (ZSSR)
- 40. gardna strelska divizija (ZSSR)
- 41. gardna strelska divizija (ZSSR)
- 42. gardna strelska divizija (ZSSR)
- 43. gardna strelska divizija (ZSSR)
- 44. gardna strelska divizija (ZSSR)
- 45. gardna strelska divizija (ZSSR)
- 46. gardna strelska divizija (ZSSR)
- 47. gardna strelska divizija (ZSSR)
- 48. gardna strelska divizija (ZSSR)
- 49. gardna strelska divizija (ZSSR)
- 50. gardna strelska divizija (ZSSR)
- 51. gardna strelska divizija (ZSSR)
- 52. gardna strelska divizija (ZSSR)
- 53. gardna strelska divizija (ZSSR)
- 54. gardna strelska divizija (ZSSR)
- 55. gardna strelska divizija (ZSSR)
- 56. gardna strelska divizija (ZSSR)
- 57. gardna strelska divizija (ZSSR)
- 58. gardna strelska divizija (ZSSR)
- 59. gardna strelska divizija (ZSSR)
- 60. gardna strelska divizija (ZSSR)
- 61. gardna strelska divizija (ZSSR)
- 62. gardna strelska divizija (ZSSR)
- 63. gardna strelska divizija (ZSSR)
- 64. gardna strelska divizija (ZSSR)
- 65. gardna strelska divizija (ZSSR)
- 66. gardna strelska divizija (ZSSR)
- 67. gardna strelska divizija (ZSSR)
- 68. gardna strelska divizija (ZSSR)
- 69. gardna strelska divizija (ZSSR)
- 70. gardna strelska divizija (ZSSR)
- 71. gardna strelska divizija (ZSSR)
- 72. gardna strelska divizija (ZSSR)
- 73. gardna strelska divizija (ZSSR)
- 74. gardna strelska divizija (ZSSR)
- 75. gardna strelska divizija (ZSSR)
- 76. gardna strelska divizija (ZSSR)
- 77. gardna strelska divizija (ZSSR)
- 78. gardna strelska divizija (ZSSR)
- 79. gardna strelska divizija (ZSSR)
- 80. gardna strelska divizija (ZSSR)
- 81. gardna strelska divizija (ZSSR)
- 82. gardna strelska divizija (ZSSR)
- 83. gardna strelska divizija (ZSSR)
- 84. gardna strelska divizija (ZSSR)
- 85. gardna strelska divizija (ZSSR)
- 86. gardna strelska divizija (ZSSR)
- 87. gardna strelska divizija (ZSSR)
- 88. gardna strelska divizija (ZSSR)
- 89. gardna strelska divizija (ZSSR)
- 90. gardna strelska divizija (ZSSR)
- 91. gardna strelska divizija (ZSSR)
- 92. gardna strelska divizija (ZSSR)
- 93. gardna strelska divizija (ZSSR)
- 94. gardna strelska divizija (ZSSR)
- 95. gardna strelska divizija (ZSSR)
- 96. gardna strelska divizija (ZSSR)
- 97. gardna strelska divizija (ZSSR)
- 98. gardna strelska divizija (ZSSR)
- 99. gardna strelska divizija (ZSSR)
- 100. gardna strelska divizija (ZSSR)
- 101. gardna strelska divizija (ZSSR)
- 102. gardna strelska divizija (ZSSR)
- 103. gardna strelska divizija (ZSSR)
- 104. gardna strelska divizija (ZSSR)
- 105. gardna strelska divizija (ZSSR)
- 106. gardna strelska divizija (ZSSR)
- 107. gardna strelska divizija (ZSSR)
- 108. gardna strelska divizija (ZSSR)
- 109. gardna strelska divizija (ZSSR)
- 110. gardna strelska divizija (ZSSR)

### Konjeniške
- 3. konjeniška divizija (ZSSR)
- 5. konjeniška divizija (ZSSR)
- 6. konjeniška divizija (ZSSR)
- 8. konjeniška divizija (ZSSR)
- 9. konjeniška divizija (ZSSR)
- 10. konjeniška divizija (ZSSR)
- 12. konjeniška divizija (ZSSR)
- 13. konjeniška divizija (ZSSR)
- 14. konjeniška divizija (ZSSR)
- 15. konjeniška divizija (ZSSR)
- 24. konjeniška divizija (ZSSR)
- 32. konjeniška divizija (ZSSR)
- 36. konjeniška divizija (ZSSR)
- 63. konjeniška divizija (ZSSR)
- 72. konjeniška divizija (ZSSR)
- 116. konjeniška divizija (ZSSR)
- 17. gorska konjeniška divizija (ZSSR)
- 18. gorska konjeniška divizija (ZSSR)
- 20. gorska konjeniška divizija (ZSSR)
- 21. gorska konjeniška divizija (ZSSR)

### Gardna konjeniška
- 5. gardna konjeniška divizija (ZSSR)
- 9. gardna konjeniška divizija (ZSSR)
- 10. gardna konjeniška divizija (ZSSR)
- 11. gardna konjeniška divizija (ZSSR)
- 12. gardna konjeniška divizija (ZSSR)

### Gorske
- 9. gorska strelska divizija (ZSSR)
- 20. gorska strelska divizija (ZSSR)
- 28. gorska strelska divizija (ZSSR)
- 30. gorska strelska divizija (ZSSR)
- 44. gorska strelska divizija (ZSSR)
- 47. gorska strelska divizija (ZSSR)
- 58. gorska strelska divizija (ZSSR)
- 60. gorska strelska divizija (ZSSR)
- 63. gorska strelska divizija (ZSSR)
- 68. gorska strelska divizija (ZSSR)
- 72. gorska strelska divizija (ZSSR)
- 76. gorska strelska divizija (ZSSR)
- 77. gorska strelska divizija (ZSSR)
- 83. gorska strelska divizija (ZSSR)
- 96. gorska strelska divizija (ZSSR)
- 114. gorska strelska divizija (ZSSR)
- 318. gorska strelska divizija (ZSSR)

### Mehanizirane
- 21. mehanizirana divizija (ZSSR)

### Tankovske
- 1. tankovska divizija (ZSSR)
- 2. tankovska divizija (ZSSR)
- 3. tankovska divizija (ZSSR)
- 4. tankovska divizija (ZSSR)
- 5. tankovska divizija (ZSSR)
- 6. tankovska divizija (ZSSR)
- 7. tankovska divizija (ZSSR)
- 8. tankovska divizija (ZSSR)
- 9. tankovska divizija (ZSSR)
- 10. tankovska divizija (ZSSR)
- 11. tankovska divizija (ZSSR)
- 12. tankovska divizija (ZSSR)
- 13. tankovska divizija (ZSSR)
- 14. tankovska divizija (ZSSR)
- 15. tankovska divizija (ZSSR)
- 16. tankovska divizija (ZSSR)
- 17. tankovska divizija (ZSSR)
- 18. tankovska divizija (ZSSR)
- 19. tankovska divizija (ZSSR)
- 20. tankovska divizija (ZSSR)
- 21. tankovska divizija (ZSSR)
- 22. tankovska divizija (ZSSR)
- 23. tankovska divizija (ZSSR)
- 24. tankovska divizija (ZSSR)
- 25. tankovska divizija (ZSSR)
- 26. tankovska divizija (ZSSR)
- 27. tankovska divizija (ZSSR)
- 28. tankovska divizija (ZSSR)
- 29. tankovska divizija (ZSSR)
- 30. tankovska divizija (ZSSR)
- 31. tankovska divizija (ZSSR)
- 32. tankovska divizija (ZSSR)
- 33. tankovska divizija (ZSSR)
- 34. tankovska divizija (ZSSR)
- 35. tankovska divizija (ZSSR)
- 36. tankovska divizija (ZSSR)
- 37. tankovska divizija (ZSSR)
- 38. tankovska divizija (ZSSR)
- 39. tankovska divizija (ZSSR)
- 40. tankovska divizija (ZSSR)
- 41. tankovska divizija (ZSSR)
- 42. tankovska divizija (ZSSR)
- 43. tankovska divizija (ZSSR)
- 44. tankovska divizija (ZSSR)
- 45. tankovska divizija (ZSSR)
- 46. tankovska divizija (ZSSR)
- 47. tankovska divizija (ZSSR)
- 48. tankovska divizija (ZSSR)
- 49. tankovska divizija (ZSSR)
- 50. tankovska divizija (ZSSR)
- 51. tankovska divizija (ZSSR)
- 52. tankovska divizija (ZSSR)
- 53. tankovska divizija (ZSSR)
- 54. tankovska divizija (ZSSR)
- 55. tankovska divizija (ZSSR)
- 56. tankovska divizija (ZSSR)
- 57. tankovska divizija (ZSSR)
- 58. tankovska divizija (ZSSR)
- 59. tankovska divizija (ZSSR)
- 60. tankovska divizija (ZSSR)
- 61. tankovska divizija (ZSSR)
- 101. tankovska divizija (ZSSR)
- 102. tankovska divizija (ZSSR)
- 104. tankovska divizija (ZSSR)
- 105. tankovska divizija (ZSSR)
- 107. tankovska divizija (ZSSR)
- 108. tankovska divizija (ZSSR)
- 109. tankovska divizija (ZSSR)
- 110. tankovska divizija (ZSSR)
- 111. tankovska divizija (ZSSR)
- 112. tankovska divizija (ZSSR)

### Gardne tankovske
- 2. gardna tankovska divizija (ZSSR)
- 7. gardna tankovska divizija (ZSSR)
- 10. gardna tankovska divizija (ZSSR)
- 11. gardna tankovska divizija (ZSSR)
- 12. gardna tankovska divizija (ZSSR)
- 16. gardna tankovska divizija (ZSSR)
- 79. gardna tankovska divizija (ZSSR)
- 90. gardna tankovska divizija (ZSSR)

### Gardne padalske
- 1. gardna padalska divizija (ZSSR)
- 5. gardna padalska divizija (ZSSR)
- 6. gardna padalska divizija (ZSSR)
- 7. gardna padalska divizija (ZSSR)
- 8. gardna padalska divizija (ZSSR)
- 9. gardna padalska divizija (ZSSR)
- 10. gardna padalska divizija (ZSSR)

### Gardne zračnoprevozne
- 1. gardna zračnoprevozna divizija
- 2. gardna zračnoprevozna divizija
- 3. gardna zračnoprevozna divizija
- 4. gardna zračnoprevozna divizija
- 5. gardna zračnoprevozna divizija
- 6. gardna zračnoprevozna divizija
- 7. gardna zračnoprevozna divizija
- 8. gardna zračnoprevozna divizija
- 10. gardna zračnoprevozna divizija

### Marinske
- 1. marinska divizija (ZSSR)

### Artilerijske
- 4. artilerijska divizija (ZSSR)
- 7. prebojna artilerijska divizija (ZSSR)
- 9. artilerijska divizija (ZSSR)
- 11. artilerijska divizija (ZSSR)
- 13. artilerijska divizija (ZSSR)
- 16. prebojna artilerijska divizija (ZSSR)
- 19. artilerijska divizija (ZSSR)
- 34. artilerijska divizija (ZSSR)

### Gardne artilerijske
- 5. gardna prebojna artilerijska divizija (ZSSR)

### NKVD
- 1. strelska divizija NKVD
- 2. strelska divizija NKVD
- 3. strelska divizija NKVD
- 4. strelska divizija NKVD
- 5. strelska divizija NKVD
- 6. strelska divizija NKVD
- 9. strelska divizija NKVD
- 10. strelska divizija NKVD
- 15. strelska divizija NKVD
- 20. strelska divizija NKVD
- 2. motorizirana strelska divizija NKVD
- 7. motorizirana strelska divizija NKVD
- 8. motorizirana strelska divizija NKVD
- 9. motorizirana strelska divizija NKVD
- 13. motorizirana strelska divizija NKVD
- 21. motorizirana strelska divizija NKVD
- 22. motorizirana strelska divizija NKVD
- 23. motorizirana strelska divizija NKVD

### Protiletalske
- 5. protiletalska divizija (ZSSR)
- 6. protiletalska divizija (ZSSR)
- 9. protiletalska divizija (ZSSR)
- 11. protiletalska divizija (ZSSR)
- 22. protiletalska divizija (ZSSR)
- 26. protiletalska divizija (ZSSR)
- 27. protiletalska divizija (ZSSR)
- 29. protiletalska divizija (ZSSR)
- 30. protiletalska divizija (ZSSR)
- 35. protiletalska divizija (ZSSR)
- 38. protiletalska divizija (ZSSR)
- 40. protiletalska divizija (ZSSR)

### Lovske zračne
- 6. lovska zračna divizija (ZSSR)
- 7. lovska zračna divizija (ZSSR)
- 10. lovska zračna divizija (ZSSR)
- 29. lovska zračna divizija (ZSSR)
- 32. lovska zračna divizija (ZSSR)
- 43. lovska zračna divizija (ZSSR)
- 44. lovska zračna divizija (ZSSR)
- 102. lovska zračna divizija (ZSSR)
- 122. lovska zračna divizija (ZSSR)
- 126. lovska zračna divizija (ZSSR)
- 130. lovska zračna divizija (ZSSR)
- 131. lovska zračna divizija (ZSSR)
- 144. lovska zračna divizija (ZSSR)
- 146. lovska zračna divizija (ZSSR)
- 147. lovska zračna divizija (ZSSR)
- 148. lovska zračna divizija (ZSSR)
- 149. lovska zračna divizija (ZSSR)
- 155. lovska zračna divizija (ZSSR)
- 185. lovska zračna divizija (ZSSR)
- 190. lovska zračna divizija (ZSSR)
- 193. lovska zračna divizija (ZSSR)
- 195. lovska zračna divizija (ZSSR)
- 201. lovska zračna divizija (ZSSR)
- 205. lovska zračna divizija (ZSSR)
- 207. lovska zračna divizija (ZSSR)
- 216. lovska zračna divizija (ZSSR)
- 220. lovska zračna divizija (ZSSR)
- 234. lovska zračna divizija (ZSSR)
- 236. lovska zračna divizija (ZSSR)
- 239. lovska zračna divizija (ZSSR)
- 240. lovska zračna divizija (ZSSR)
- 245. lovska zračna divizija (ZSSR)
- 246. lovska zračna divizija (ZSSR)
- 249. lovska zračna divizija (ZSSR)
- 250. lovska zračna divizija (ZSSR)
- 252. lovska zračna divizija (ZSSR)
- 254. lovska zračna divizija (ZSSR)
- 256. lovska zračna divizija (ZSSR)
- 257. lovska zračna divizija (ZSSR)
- 258. lovska zračna divizija (ZSSR)
- 259. lovska zračna divizija (ZSSR)
- 263. lovska zračna divizija (ZSSR)
- 268. lovska zračna divizija (ZSSR)
- 269. lovska zračna divizija (ZSSR)
- 273. lovska zračna divizija (ZSSR)
- 275. lovska zračna divizija (ZSSR)
- 278. lovska zračna divizija (ZSSR)
- 282. lovska zračna divizija (ZSSR)
- 294. lovska zračna divizija (ZSSR)
- 295. lovska zračna divizija (ZSSR)
- 296. lovska zračna divizija (ZSSR)
- 297. lovska zračna divizija (ZSSR)
- 303. lovska zračna divizija (ZSSR)
- 304. lovska zračna divizija (ZSSR)
- 309. lovska zračna divizija (ZSSR)
- 322. lovska zračna divizija (ZSSR)
- 324. lovska zračna divizija (ZSSR)
- 329. lovska zračna divizija (ZSSR)

### Gardne lovske zračne
- 3. gardna lovska zračna divizija (ZSSR)
- 6. gardna lovska zračna divizija (ZSSR)
- 8. gardna lovska zračna divizija (ZSSR)
- 9. gardna lovska zračna divizija (ZSSR)
- 16. gardna lovska zračna divizija (ZSSR)
- 21. gardna lovska zračna divizija (ZSSR)
- 22. gardna lovska zračna divizija (ZSSR)
- 23. gardna lovska zračna divizija (ZSSR)
- 72. gardna lovska zračna divizija (ZSSR)
- 100. gardna lovska zračna divizija (ZSSR)

### Jurišne zračne
- 67. jurišna zračna divizija (ZSSR)
- 74. jurišna zračna divizija (ZSSR)
- 92. jurišna zračna divizija (ZSSR)
- 96. jurišna zračna divizija (ZSSR)
- 101. jurišna zračna divizija (ZSSR)
- 248. jurišna zračna divizija (ZSSR)
- 251. jurišna zračna divizija (ZSSR)
- 252. jurišna zračna divizija (ZSSR)
- 253. jurišna zračna divizija (ZSSR)
- 260. jurišna zračna divizija (ZSSR)
- 316. jurišna zračna divizija (ZSSR)

### Lovskobombniška zračna
- 105. lovskobombniška zračna divizija (ZSSR)
- 125. lovskobombniška zračna divizija (ZSSR)

### Lovskoprestrezniške zračne
- 6. lovskoprestrezniška zračna divizija (ZSSR)

### Torpedne zračne
- 5. torpedna zračna divizija (ZSSR)

### Bombniške zračne
- 30. bombniška zračna divizija (ZSSR)
- 33. bombniška zračna divizija (ZSSR)
- 34. bombniška zračna divizija (ZSSR)
- 54. bombniška zračna divizija (ZSSR)
- 55. bombniška zračna divizija (ZSSR)
- 83. bombniška zračna divizija (ZSSR)
- 112. bombniška zračna divizija (ZSSR)
- 113. bombniška zračna divizija (ZSSR)
- 122. bombniška zračna divizija (ZSSR)
- 179. bombniška zračna divizija (ZSSR)
- 247. bombniška zračna divizija (ZSSR)
- 261. bombniška zračna divizija (ZSSR)
- 326. bombniška zračna divizija (ZSSR)
- 334. bombniška zračna divizija (ZSSR)

### Mešane zračne
- 14. mešana zračna divizija (ZSSR)
- 128. mešana zračna divizija (ZSSR)
- 255. mešana zračna divizija (ZSSR)